# Rhynchina colabasis
Rhynchina colabasis là một loài bướm đêm trong họ Erebidae.